# 深圳河

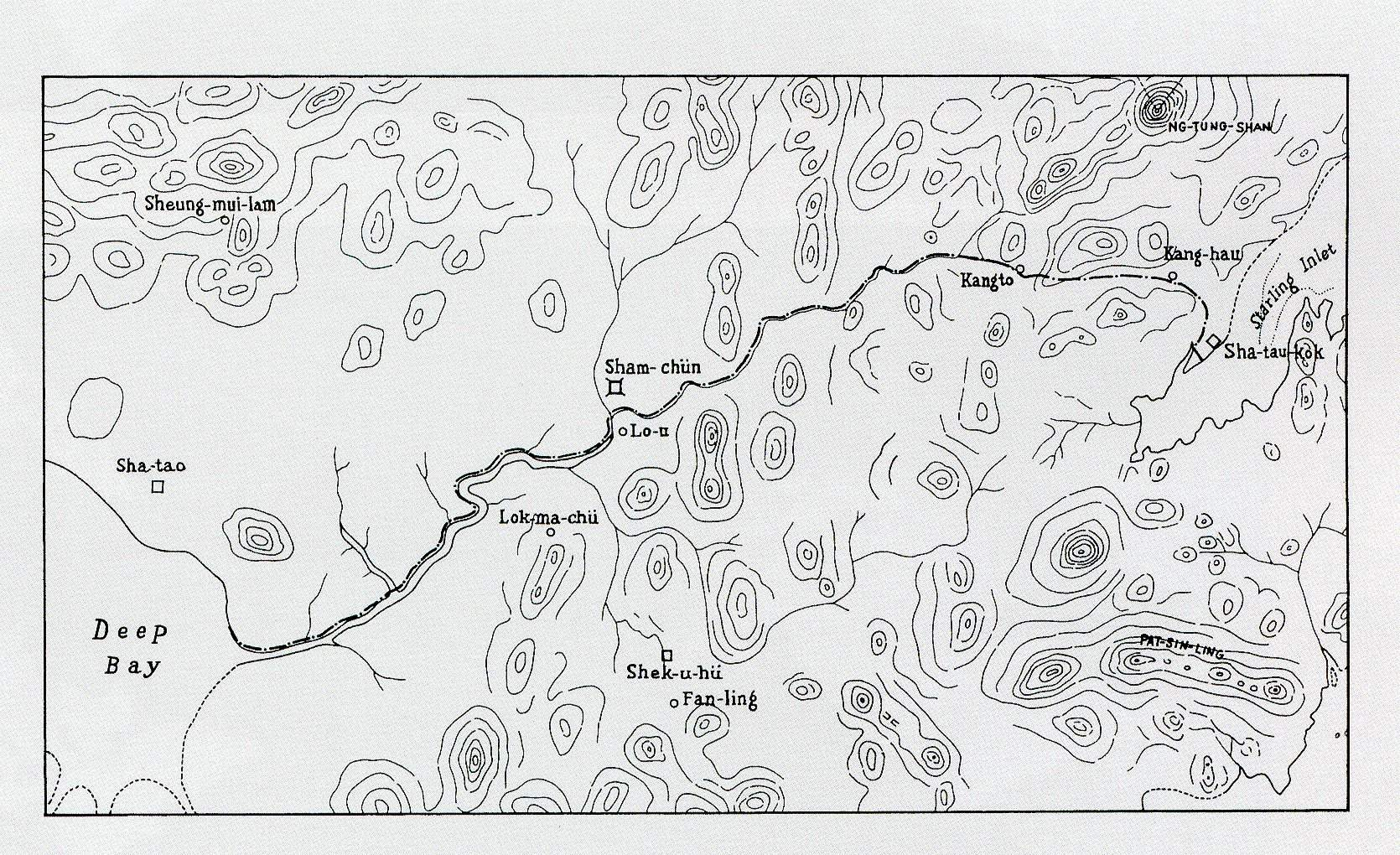
1898年《展拓香港界址專條》附圖中的深圳河，一度成為中英邊境界线

深圳河（英語：Sham Chun River）又稱羅溪、明溪、滘水，隸屬珠江三角洲水系，發源於梧桐山，流經深圳和香港，自東北向西南流入深圳灣，出伶仃洋。其中下游位於香港特別行政區和廣東省深圳市之間，是香港與中國內地的界河。1997年中國收回香港前，深圳河河床即屬原英屬香港之管轄範圍，香港回歸後中心線以北劃歸深圳市管轄。羅湖橋和福田口岸邊境大樓等等均橫跨於深圳河之上。此外，此邊界還有與之相連的沙頭角河以及中英街。
深圳河史稱罗溪、明溪、滘水，自1898年《展拓香港界址專條》起官方改為「深圳河」作為英國租借香港新界地區99年時期界限之界河，深圳河同時也是香港最長的河流。

## 地理
深圳河通常是指沙湾河与莲塘河汇合处——“三岔河”以下河段，深圳河干流上游一说为沙湾河，发源於牛尾岭（位于龙岗区南湾街道甘坑以北处），一说为莲塘河，发源于梧桐山南伯公坳（位于罗湖区与盐田区交界附近，與沙頭角河幾乎是同一發源點）；由東北向西南流入深圳灣，出伶仃洋，全長37公里，流域面積為312.5平方公里，河道平均比降1.1%，水系分布呈扇形；其中深圳一側占六成，主要包括深圳市龙岗区的布吉镇、横岗镇、平湖镇和罗湖区，香港一侧占四成，主要是香港的渔农区。主要支流有深圳一側的布吉河、福田河、皇岗河、新洲河及香港一側的梧桐河和平原河。

## 气候
深圳河流域屬南亞熱帶季風海洋性氣候，雨量豐沛而集中。4至10月份為汛期，其中4至6月份為前汛期，後汛期為7至9月份。主要受災害性颱風及熱帶低壓槽影響，常伴有暴雨和暴風潮，加之城市化面積逐渐增加，使其具有產流快、滙流时間短的特點。風暴潮也會使深圳灣潮位抬高，導致深圳河宣泄不暢，兩岸發生洪水災害。

## 治理
1980年代开始，深圳特区成立后城市发展，上千座工厂在深圳侧建起，百万人口涌入原本只有30万人口的区域，污水和垃圾污染问题日益严重。
自1995年起，深港两地开始着手治理深圳河，2000年后，深圳河历经3期河道治理，泄洪能力提高，深圳再未发生过大的洪涝灾害。
「深圳河治理工程」由香港渠務署和深圳市水务局共同承担。基本分為三期，主要目標是改善香港北區每逢雨季的水浸情況，其次是改善水質。第一、二及三期工程分別於1997年、2000年及2006年完成，前三期將原有長約18公里的深圳河拉直、擴闊和挖深為13.5公里的新河道，大幅度地提高了從平原河口至后海灣一段深圳河的防洪能力，從而紓緩深圳河兩岸，包括元朗區和北區的水浸問題。因為河道拉直，兩地交換了部份土地，當中包括在皇崗口岸東面原來的曲流（落馬洲河套區）劃入香港境內。
為配合莲塘口岸／香園圍管制站發展，香港政府已开始规划治理深圳河第四期工程。工程將會改善深圳河上游及蓮塘／香園圍口岸一帶的排洪能力使其能滿足新口岸的防洪標準，另外，河道治理工程需要遷移現有相關聯的邊界路及邊界保安設施。香港政府已經撥款約4億港元於2012年3月展開前期工程，重置4.3公里邊境巡邏路，以配合往後的河道改善計劃；工程預計於2017年完成，屆時河段的防洪能力將會提升至可以抵禦50年一遇的暴雨。第4期工程治理約4.5公里長的相關河段，採用生態河道的設計概念，以修復和保護現有生態環境作為主要考慮，盡量保留天然河床和河道的自然走向，並且於河岸進行綠化，從而提高深圳河的生態價值。
2013年8月30日，香港特别行政区發展局與深圳市人民政府簽訂協議書，委託深圳市治理深圳河辦公室管理和監督治理深圳河第4期工程的首份河道工程合約。第四期餘下的工程合約預計於同年年底批出。